# Майнарди, Энрико
Энрико Майнарди (итал. Enrico Mainardi; 19 мая 1897, Милан — 10 апреля 1976, Брайтбрунн-ам-Химзее) — итальянский виолончелист.
Учился в Миланской консерватории имени Верди у Джузеппе Магрини, затем в Берлинской Высшей школе музыки у Хуго Беккера. Изучал также композицию в Милане у Джакомо Орефиче и в Венеции у Джанфранческо Малипьеро. Концертировал с 1910 г. Выступал в составе так называемого «Трио львов» с пианистом Эдвином Фишером и скрипачом Георгом Куленкампфом (а после его смерти с Вольфгангом Шнайдерханом), а также в других составах (в трио с Ильдебрандо Пиццетти и Арриго Серато, а позднее с Северино Гаццелони и Гвидо Агости; в дуэте с Карло Цекки и Вильгельмом Бакхаусом). Исполнял сонату для виолончели и фортепиано Макса Регера, произведения Рихарда Штрауса и Пауля Хиндемита в ансамбле с их авторами; первый исполнитель концертов для виолончели с оркестром Пиццетти (1934) и Малипьеро (1938).
Преподавал в Берлинской Высшей школе музыки и в римской Академии Санта-Чечилия; у Майнарди учились, в частности, Зигфрид Пальм, Хайди Личауэр, Миклош Перень и др.
Композиторское наследие Майнарди включает два концерта для виолончели с оркестром, концерт для двух виолончелей с оркестром, шесть струнных квартетов, другие камерные и вокальные сочинения. Он редактировал издания Сюит для виолончели соло Иоганна Себастьяна Баха и виолончельных концертов Георга Кристофа Вагензейля. Посмертно в 1977 году издан сборник очерков Майнарди «Исповедь артиста» (нем. Bekenntnisse eines Künstlers).